# Helpis minitabunda
Helpis minitabunda is een spinnensoort in de taxonomische indeling van de springspinnen (Salticidae).
Het dier behoort tot het geslacht Helpis. De wetenschappelijke naam van de soort werd voor het eerst geldig gepubliceerd in 1880 door Ludwig Carl Christian Koch.